# カルダス大学
カルダス大学（University of Caldas, Universidad de Caldas）は、コロンビアのカルダス県マニサレスにある共学の公立研究大学。カルダス県で最も重要な高等教育機関である。1943年5月24日の法令第6番に基づき、県議会によって設立された。
メインキャンパスはCampus Universitario Principal（CUP）と呼ばれており、自然・精密科学部と工学部を擁する。さらに4つのキャンパスがある。パログランデキャンパスには法・社会科学部、サンカンスィオキャンパスには農学部、ヴェルサイエスキャンパスには健康科学部、ベイヤス・アルテスキャンパスには芸術・人文学部がそれぞれ設置されている。
学士課程・大学院課程を持っており、その教育水準は国立認証カウンシル（National Accreditation Council）から4年間「高品質認証（Accreditation of High Quality）」を受けている
。

## 学科構成

### 学士課程
農学部（FACULTY OF AGRICULTURAL SCIENCES）
- 農学（Agronomy）
- 獣医・畜産学（Veterinary Medicine and Zootechnics）

法・社会科学部（FACULTY OF LAW AND SOCIAL SCIENCES）
- 人類学（Anthropology）
- 法学（Law）
- 家族開発（Family Development）
- 社会学（Sociology）
- ソーシャルワーク（Social Work）
- 社会科学（学士課程）（BA in Social Studies）
- 歴史学（History）

自然・精密科学部（FACULTY OF NATURAL AND EXACT SCIENCES）
- 生物学（Biology）
- 地理学（Geology）
- 生物学・化学（学士課程）（BA in Biology and Chemistry）
- 機械工学（Mecatronics Engineering）
- 電気工学（Electronics Technology）

健康科学部（FACULTY OF HEALTH SCIENCES）
- 看護学（Nursing）
- 体育・レクリエーション・スポーツ（学士課程）（BA in Physical Education, Recreation and Sports）
- 医学（Medicine）

工学部（FACULTY OF ENGINEERING）
- 食物工学（Food Engineering）
- 計算機学（Computers）
- システム技術学（Systems Technology）

芸術・人文学部（FACULTY OF ARTS AND HUMANITIES）
- 造形芸術（Plastic Arts）
- 視覚デザイン（Visual Design）
- 哲学・文学（Philosophy and Letters）
- 哲学・文学（学士課程）（BA in Philosophy and Letters）
- 劇場芸術（学士課程）（BA in Scenic Arts）
- 近代言語（学士課程）（BA in Modern Languages）
- 音楽（学士課程）（BA in Music）

### 大学院（Graduate）
博士課程（Graduate Doctoral Degrees）
- 農学（Agricultural Sciences）
- 生物医学（Biomedical Sciences）
- デザイン・インタラクティブクリエイション（Design and Interactive Creation）
- 教育学（Educational Sciences）

修士課程（Master’s Degrees）
- 農業生産システム（Agricultural Production Systems）
- 生物医学（Biomedical Sciences）
- 化学（Chemistry）
- 文化・薬物（Culture and Drugs）
- デザイン・インタラクティブクリエイション（Design and Interactive Creation）
- 地球科学（Earth Sciences）
- 教育学（Education）
- 英語教育法（English Didactics）
- 家族研究・開発（Family Studies and Development）
- 病理学（Fito pathology）
- 老年学（Gerontology）
- 哲学（Philosophy）
- 地域社会（Rural Societies）
- 社会科学（Social Sciences）
- 獣医学（Veterinary Sciences）

専攻（Specializations）
- 行政・評価（Administration and Evaluation）
- 行政法（Administrative Law）
- 農業ビジネスマネジメント（Agribusiness Management）
- 農産工業開発（Agro-industrial Development）
- 麻酔学（Anesthesiology）
- 牛生産システム（Bovine Production systems）
- 化学（Chemistry）
- 臨床老年医学（Clinic Geriatrics）
- 臨床消化器病学（Clinical Gastroenterology）
- 臨床消化器外科学（Clinical Surgical Gastroenterology）
- 商・金融法制（Commercial and Financial Legislation）
- 計算機支援数学（Computer Assisted Mathematics）
- 犯罪学（Criminal Studies）
- 皮膚科学（Dermatology）
- 家族関係介入（Family Relationships Intervention）
- 一般外科学（General Surgery）
- 地盤工学（Geotechnics）
- 産婦人科学（Gynecology and Obstetrics）
- 健康促進（Health Promotion）
- 農業食品間ビジネス（Inter Agro-Alimentary Business）
- 内科学（Internal Medicine）
- 眼科学（Ophthalmology）
- 小児外科学（Pediatric Surgery）
- 小児科学（Pediatrics）
- 精神医学（Psychiatry）
- 地域開発（Rural Development）
- 税・通関法制（Tax and Customs Legislation）
- 技術・経済評価（Technical and Economic Evaluation）
- 大学教育法（University Teaching）